# Arthur Machen
Arthur Machen, pseudônimo de Arthur Llewellyn Jones (Caerleon, 3 de março de 1863 – Londres, 15 de dezembro de 1947) foi um escritor, tradutor, crítico literário, jornalista e ator de teatro galês, famoso por seus contos e novelas de terror e fantasia no final do século XIX e começo do século XX.
Sua novela, O Grande Deus Pã (1890) é reconhecida como um clássico de terror, onde Stephen King a descreve como sendo o melhor conto de horror em língua inglesa.

## Biografia
Arthur nasceu em Caerleon, em Monmouthshire, no País de Gales, em 1863. Localidade histórica, a região é comumente associada à história e às lendas celtas, romanas e medievais e deixaram grande impressão em Arthur que, posteriormente, usaria o lugar em vários de seus trabalhos. Arthur descendia de uma longa linhagem de clérigos originários de Carmarthenshire. Em 1864, seu pai, John Edward Jones, se tornou vigário da paróquia de Llanddewi Fach, no condado de Powys e Machen foi educado na escola local. Jones adotou o nome de solteira de sua esposa, Machen, para herdar uma herança, tornando-se legalmente "Jones-Machen" e seu filho foi batizado com esse nome e mais tarde usou uma versão abreviada de seu nome completo, Arthur Machen, como pseudônimo.
O interesse de Arthur pelo oculto e pelo sobrenatural teria começado ao encontrar na biblioteca privada do pai o livro Household Words, que leu aos oito anos e o levou a se interessar pela alquimia. Aos 11 anos, Arthur foi matriculado na Hereford Cathedral School, onde recebeu a educação clássica da época. A família, entretanto, era pobre e não conseguiu enviar Arthur para uma universidade. Arthur então foi para Londres, onde prestou exames para admissão na faculdade de medicina e não passou.
Ainda assim, Arthur mostrou aptidão para a literatura ao publicar em 1881 o longo poema "Eleusinia", versando sobre os Mistérios de Elêusis. Em Londres, ele viveu em relativa pobreza, tentando trabalhar como jornalista, como editor de textos religiosos e como tutor particular enquanto escrevia nas horas vagas.
Em 1884 publicou seu segundo trabalho, um pastiche chamado The Anatomy of Tobacco, conseguindo trabalho com George Redway como editor e catalografista. Isso o levou a trabalhar como tradutor de francês, onde traduziu para o inglês o livro L'Heptamerón, de Margarida de Angolema, Le Moyen de Parvenir, de Béroalde de Verville e as memórias de Casanova.
Em 1887, ano em que seu pai morreu, Arthur se casou com Amelia Hogg, uma professora de música com paixão pelo teatro com vários amigos da boêmia londrina. Através do escritor A. E. Waite Arthur foi introduzido nas artes ocultistas e se tornou um de seus melhores amigos. Arthur também teve amizades duradouras com outros personagens literários da época como M. P. Shiel e Edgar Jepson. Pouco depois de seu casamento, Arthur começou a receber herança de vários parentes escoceses que, gradualmente, lhe permitiram dedicar mais tempo à escrita.

## Carreira

### Década de 1890
Por volta de 1890, Arthur começou a publicar em revistas literárias com contos e novelas inspirados pelos trabalhos de Robert Louis Stevenson, alguns deles com temas de horror e gótico. Isso o levou ao seu maior sucesso, a novela The Great God Pan, publicada em 1894. Resenhas da época exaltavam seus conteúdo de horror e sexual e o livro foi um sucesso, ganhando inclusive uma segunda edição.
Arthur escreveu e publicou em seguida The Three Impostors, romance composto por vários contos interconectados, em 1895, considerado um dos melhores trabalhos de Arthur. Entretanto, o escândalo que surgiu na vida de Oscar Wilde no ano seguinte acabou com a reputação de vários autores associados ao estilo de horror e histórias sobrenaturais, como Arthur Machen, e ele teve grandes dificuldades de encontrar editoras novamente. Ainda assim, ele escreveria alguns de seus melhores trabalhos nos anos seguintes, que só seriam publicados muito tempo depois.

### Os palcos
Em 1899 sua esposa Amy morreu devido a um câncer que a deixou acamada por um longo período. A morte de Amy foi avassaladora para Arthur. Ainda se recuperando da perda da esposa no ano seguinte, ele contou com a ajuda de um grande amigo, Arthur Edward Waite. Foi pela influência de Waite que Arthur entrou na Ordem Hermética da Aurora Dourada, ainda que o interesse pelos ritos da sociedade secreta não fosse muito grande de sua parte. 
Arthur acabou se tornando ator de teatro em 1901 e membro da companhia de atores itinerantes de Frank Benson, o que o levou a viajar por todo o país. Em 1902, ele conseguiu uma nova editora para publicar um de seus primeiros trabalhos, Hieroglyphics. Em 1903, ele se casou pela segunda vez, com Dorothie Purefoy Hudleston. Sua carreira mais uma vez floresceu em 1906 com a coletânea The House of Souls.

### Jornalismo e a Primeirra Guerra Mundial: 1910–1921
Arthur conseguiu um emprego de jornalista em tempo integral para o jornal Evening News, em 1910. Em fevereiro de 1912 nasceu seu filho seguido da adoção de uma menina, Janet, em 1917. A chegada da guerra em 1914 viu também a ascensão de Arthur Machen no meio literário pela publicação de The Bowmen e o sucesso em torno do livro Angels of Mons. Na esteira do sucesso, ele publicou vários contos, muitos deles com ares de propaganda de guerra. Também publicou vários artigos autobiográficos depois reunidos no livro Far Off Things.
No geral, Arthur não gostava do seu trabalho no jornal e só o tolerava porque precisava do dinheiro para sustentar a família. O dinheiro foi útil, especialmente com o fim das heranças que recebeu e assim a família pode se mudar para uma casa maior, com um jardim, em 1919. Nesta residência era costume a família receber personalidades do meio literário da época como Augustus John, D. B. Wyndham Lewis e Jerome K. Jerome. Em 1921 ele foi dispensado do jornal, o que lhe trouxe certo alívio mas também problemas financeiros. Arthur, entretanto, já era reconhecido nessa época e era pago para escrever livros, contos e ensaios durante a década. 

### O sucesso

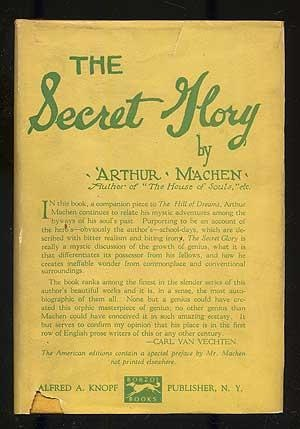
Capa da edição norte-americana de The Secret Glory (Nova York: Knopf, 1922)

Em 1922 houve um renascimento das obras de Arthur Machen. The Secret Glory, considerada uma das obras-primas de Arthur foi enfim publicada, bem como sua autobiografia, Far Off Things, e novas edições da tradução da biografia de Casanova. Seus trabalhos encontraram nova audiência e editoras nos Estados Unidos e vários pedidos de republicação de seus livros chegaram ao seu editor. Alguns de seus leitores norte-americanos eram Vincent Starrett, James Branch Cabell e Carl Van Vechten.
Em 1923 foi publicada uma coleção de seus trabalhos bem como uma bibliografia citando todos eles. Seus primeiros livros começaram a chamar a atenção de livreiros especializados.

## Últimos anos
Por volta de 1926, as republicações de seus trabalhos começaram a escassear e os lucros começaram a diminuir. Ele continuou escrevendo e republicando suas obras, além de escrever para revistas e jornais, contribuindo com livros e artigos, mas produziu pouca ficção. Em 1927, ele se tornou leitor crítico do editor Ernest Benn, o que lhe garantiu uma renda até 1933.
Em 1929, Arthur e a família saíram de Londres e se mudaram para Amersham, em Buckinghamshire, mas ainda passavam por problemas financeiros. Ele recebeu algum reconhecimento por seu trabalho quando passou a receber uma pensão anual de 100 libras a partir de 1932, mas no ano seguinte ele deixou de trabalhar com Ernest Benn e as coisas ficaram difíceis mais uma vez. Algunas coletâneas suas foram publicadas nessa década, mas não atingiram as vendas de antes.
As dificuldades da família acabaram por volta de 1943, quando Arthur completou 80 anos. Nomes como Max Beerbohm, T. S. Eliot, Bernard Shaw, Walter de la Mare, Algernon Blackwood e John Masefield reconheceram o trabalho e a influência de Arthur em suas carreiras e o dinheiro das vendas de seus livros garantiram uma vida relativamente confortável para Arthur e sua esposa pelos anos seguintes.

## Morte
Arthur Machen morreu alguns meses depois de sua esposa, em 15 de dezembro de 1947, na casa de cuidados St Joseph's, em Londres. Ele foi sepultado no cemitério da Igreja de St. Mary the Virgin, em Amersham.

## Publicações selecionadas

### Livros
- The Chronicle of Clemendy (1888);
- The Great God Pan (1894);
- The Three Impostors (1895);
- The Hill of Dreams (1907);
- Ornaments in Jade (1924);
- Hieroglyphics: A Note upon Ecstasy in Literature (1902);
- A Fragment of Life (1904);
- The House of the Hidden Light (1904 com Arthur Edward Waite);
- The Secret Glory (1922);
- The Terror (1917);
- Far Off Things (1922);
- Things Near and Far (1923);
- The London Adventure (1924);
- Dog and Duck (1924): ensaios;
- The Glorious Mystery (1924): ensaios;
- The Canning Wonder (1925);
- Dreads and Drolls (1926): ensaios;
- Notes and Queries (1926): ensaios;
- Tom O'Bedlam and His Song (1930): ensaios;
- The Green Round (1933);
- The Children of the Pool (1936): coletânea;
- Arthur Machen & Montgomery Evans: Letters of a Literary Friendship, 1923–1947 (Kent State University Press, 1994): correspondências.
- Bridles and Spurs (1951): ensaios.

### Contos
- "The Lost Club" (1890);
- "The Inmost Light" (1894);
- "The Shining Pyramid" (1895);
- "The Red Hand" (1895);
- "The White People" (1904);
- "The Bowmen" (1914);
- "The Great Return" (1915);
- "Out of the Earth" (1923)
- "Opening the Door" (1931)
- "N" (1934)